# Jaroměřice nad Rokytnou
Jaroměřice nad Rokytnou (2. pád do Jaroměřic, 6. pád v Jaroměřicích; německy Jarmeritz, Jermeritz) jsou město ležící v Jaroměřické kotlině Jevišovické pahorkatiny na úpatí Českomoravské vrchoviny asi 13 km od Třebíče. Žije zde přibližně 4 100 obyvatel.
Město je bohaté svým kulturním dědictvím, a to zejm. tamním barokním zámkem s kostelem svaté Markéty a působením Františka A. Míči a Otokara Březiny. Od roku 1999 je známo konáním Mezinárodního hudebního festivalu Petra Dvorského. Historické jádro je městskou památkovou zónou.
V roce 2021 se město hodlá účastnit soutěže Historické město roku.
Sousedními obcemi sídla jsou Ostašov, Zvěrkovice, Rozkoš, Hostim, Lesůňky, Příštpo, Radkovice u Hrotovic, Výčapy, Dolní Lažany, Myslibořice, Bohušice, Lipník, Blatnice a Horní Újezd.

## Etymologie
O původu Jaroměřic je první (1730) česky zpívaná opera, jejíž hudbu zkomponoval František Antonín (Václav) Míča a verši opatřil Antonín Ferdinand Dubravius (Dúbrava). Částečně nám dává nahlédnout, co se tehdy tradovalo o původu města:
Nejdříve byl na místě dnešních Jaroměřic les a v něm byl jednou na lovu kníže. Poblíž studánky v místě Dolního náměstí se mu podařilo skolit krásného jelena šestnácteráka. Místo se knížeti zalíbilo, a kázal tedy místo vymýtit a zjara rozměřit pro budoucí město a menší hrad. A od jarního měření získalo město své jméno. Jelen pak je po staletí ve znaku města.
Vědecky se však jméno Jaroměřice vykládá jako „ves lidí Jaromírových“.

## Historie
Zhruba kolem roku 250 000 př. n. l. vznikly první doklady osídlení v oblasti Jaroměřic nad Rokytnou (sekáč valounu z rohovce nalezený na kopci Žabík), ze starší doby kamenné existují doklady o životě lidí dnešního typu na Hradisku na jihozápadě Jaroměřic a z doby mladší doby kamenné (6000 až 4000 př. n. l.) jsou doloženy doklady o kultuře s lineární keramikou, kultuře s vypíchanou keramikou a o kultuře s moravskou malovanou keramikou. Z doby měděné (4000 až 2000 př. n. .l) existují doklady o existenci kultury nálevkovitých pohárů a kultuře zvoncovitých pohárů a z doby bronzové (2000 až 750 př. n. l.) existují doklady o existenci kultury popelnicových polí (doložena pouze okrajově). Ze starší doby železné (doba halštatská, asi 750 př. n. l. až 400 př. n. l.) existují doklady o horákovské kultuře a z mladší doby železné (400 př. n. l. až 0) existují doklady o laténské kultuře Keltů. Ve 2. století jsou na Jaroměřicku doloženi Germáni a ve století 10. Slované ze Znojemska postoupili k Jaroměřicím.

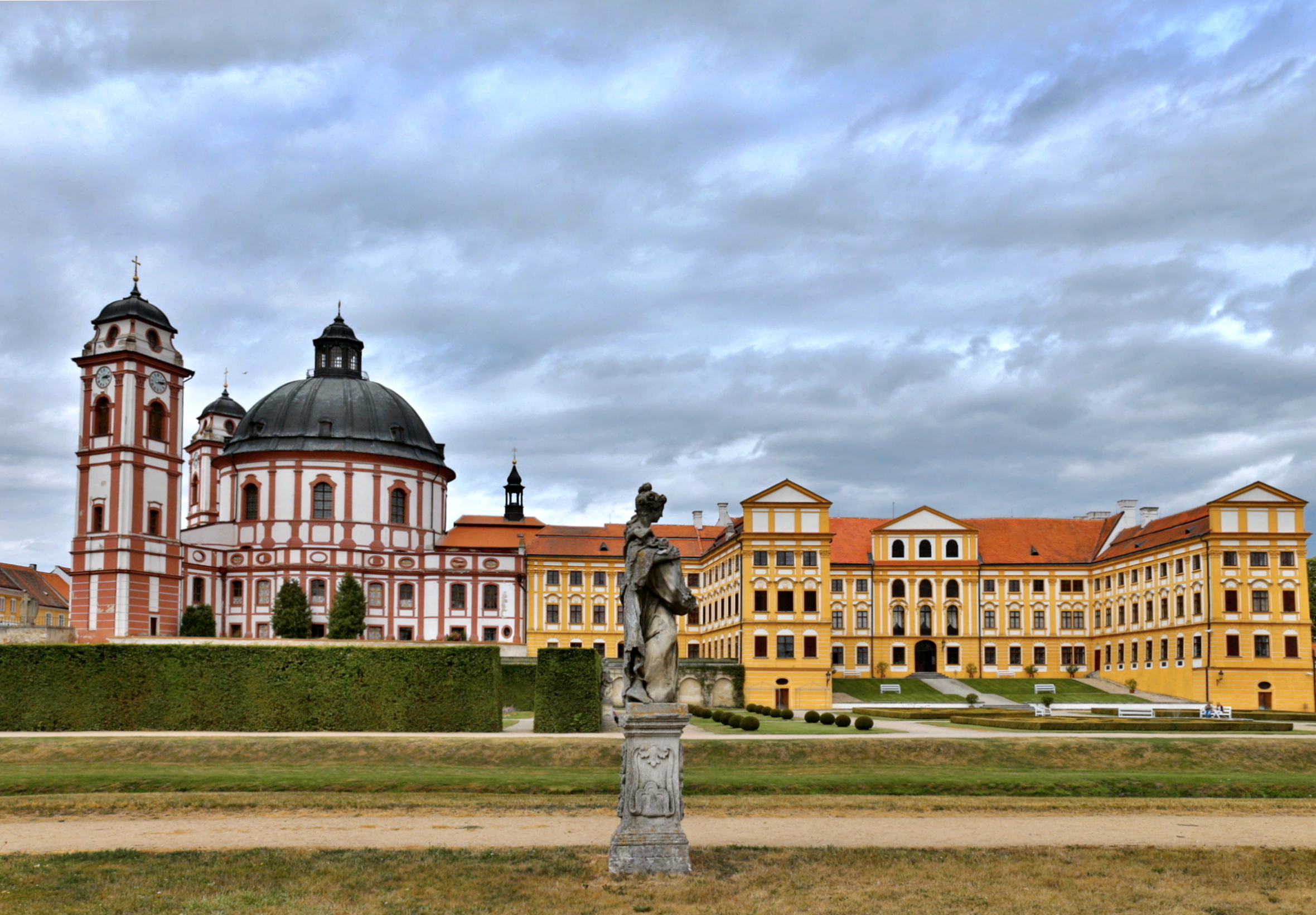
Questenberský zámek v Jaroměřicích se zámeckým kostelem svaté Markéty

Rok 1131 je uváděn jako tradiční rok založení obce (tzv. heraldická pověst) a Jaroměřice se měly stát zeměpanským statkem. První písemná zmínka o obci je doložena z roku 1325, král Jan Lucemburský daroval patronát jaroměřického farního kostela cisterciáckému klášteru v Sedlci. Světským držitelem Jaroměřic byl Rajmund z Lichtemburka, pán Bítova. Na jižním břehu Rokytné vznikla dvě vesnická předměstí, Lhota a Kobylí Trh. V roce 1498 král Vladislav Jagellonský daroval Jaroměřice lénem Václavu z Ludanic. V roce 1522 koupil jaroměřické panství Jan IV. z Pernštejna, v roce 1534 se majitelem stal rod Meziříčských z Lomnice a v roce 1613 bylo panství koupeno Jiřím Rechenberkem ze Želetic. V roce 1620 bylo panství zkonfiskováno pro účast Jiřího Rechenberka ve Stavovském povstání. V roce 1623 získali panství Questenberkové, Jaroměřice jako konfiskát zakoupil od královské komory Gerhard z Questenberka. V roce 1661 se vlády nad panstvím ujal Jan Antonín z Questenberka, ten dokončil renesanční přestavbu zámku včetně divadla. Dalším majitelem z rodu Questenberků se stal Jan Adam z Questenberka, za jeho vlády vyvrcholila barokní přestavba Jaroměřic. V roce 1752 byly Jaroměřice převzaty pod správu Václava Antonína z Kounic-Rietbergu. V roce 1871 byly Jaroměřice napojeny na železnici a v roce 1897 byl po vleklém soudním dědickém sporu jaroměřický velkostatek Nejvyšším soudem Rakouska Rudolfu Kristiánu z Vrbna a Bruntálu, jeho majetek pak v roce 1927 zdědila jeho manželka Elvíra (původně bavorská princezna). V roce 1899 byla postavena nová budova školy.
V roce 1901 začal v Jaroměřicích působit Otokar Březina, ten ve městě i zemřel a to v roce 1929, v roce 1928 město navštívil Tomáš Garrigue Masaryk. Roku 1933 byla postavena nová budova radnice a o tři roky později město navštívil další prezident Edvard Beneš.
V roce 1938 zřídil Moravský svaz pro obchod dobytkem a masem s. r. o. v Jaroměřicích svoji expozituru. Státní lesní správa se v roce 1938 přestěhovala z Jaroměřic (kde si postavila novou budovu) zpět do Hrotovic. V roce 1939 proběhly slavnosti dvoustého výročí vysvěcení chrámu kostela sv. Markéty za účasti brněnského biskupa Josefa Kupky. V roce 1940 stanovil Českomoravský svaz pro mléko, tuky a vejce Rolnické mlékařské družstvo v Jaroměřicích (zal. r. 1938) sběrnou vajec pro obce: ze soudního okresu Moravské Budějovice: Bolíkovice, Babice, Lesonice, Šebkovice, Vacenovice, Štěpánovice, Boňov, Lesůňky, Příložany, Dolní Lažany, Popovice, Jaroměřice, Bohušice, Příštpo, Blatnice, Ohrazenice, Ratibořice, Horní Újezd, Rozkoš, Hostim, Grešlovo Mýto, Boskovštejn, Jiřice, Prokopov, ze soudního okresu Hrotovice: Ostašov, Zárubice, Lipník, Myslibořice, ze soudního okresu Třebíč: Čáslavice, Výčapy, Loukovice.
V roce 1943 byla na jaroměřickém velkostatku zřízena říšskými drahami tzv. Reichsbahnschule (říšská drážní škola). O rok později na jaroměřické radnici proběhl proces se třemi boňovskými protinacistickými odbojáři. V roce 1944 dorazila do Jaroměřic část kolony tzv. etnických Němců z Banátu (Dunajští Švábové / Donauschwaben). Kolona sestávající z 228 vozů a 365 koní s 943 osobami vyrazila z obce Rudolfsgnad (Knićanin) 3. října 1944, ve Znojmě byla rozdělena do šesti menších skupin a ve dnech 4. – 6. listopadu 1944 ubytována v táborech Volksdeutsche Mittelstelle na velkostatcích Jaroměřice, Stonařov, Jemnice, Štoky, Náměšť nad Oslavou a Sádek. Němečtí sedláci z Banátu byli postupně zaměstnáni na českých statcích. V lednu 1945 jim byli pro Wehrmacht zabaveni všechny koně. Od 19. února 1945 se nacházeli etničtí Němci už na útěku před postupující Rudou armádou směrem na Český Krumlov. Druhá světová válka v Jaroměřicích skončila 8. května 1945, kdy německá armáda opustila města ve 14:15 hodin dorazila na náměstí Rudá armáda.
V roce 1947 město opět navštívil tehdejší prezident Edvard Beneš. Dne 28. února 1948 faktické řízení správy města přebral tzv. akční výbor, během města byl obměněn národní výbor i jeho rada a v září 1950 bylo ustaveno jednotné zemědělské družstvo, to pak byla v roce 1962 sloučeno se státním statkem. V roce 1955 bylo někdejší Masarykovo náměstí přejmenováno na Náměstí Míru. V roce 1968, 26. srpna projela intervenční bulharská vojska městem směrem na Moravské Budějovice a v roce 1980 došlo k otevření hotelu Opera, v osmdesátých letech se Jaroměřice staly střediskovým městem a byly k nim tak připojeny okolní obce. Také byla postupně rozvíjena různá zařízení ve městě, v roce 1984 byl otevřen obchodní dům Rokytná a v roce 1987 bylo otevřeno velkoryse řešené autobusové nádraží.
V roce 1990 bylo obnoveno obecní zřízení, v roce 1996 získaly Jaroměřice právo užívat znak a prapor, ten jim byl udělen předsedou poslanecké sněmovny. V roce 1999 se ve městě odehrál první ročník Mezinárodních hudebních slavností Petra Dvorského a také by ustaven Mikroregion Rokytná, o rok později byla otevřena čistička odpadních vod a v roce 2001 byl otevřen dům s pečovatelskou službou.
V roce 2020 bylo oznámeno, že bude rekonstruován hřbitov, chodníky, kanalizace, bude také rekonstruována tribuna ve sportovním areálu.

## Geografie

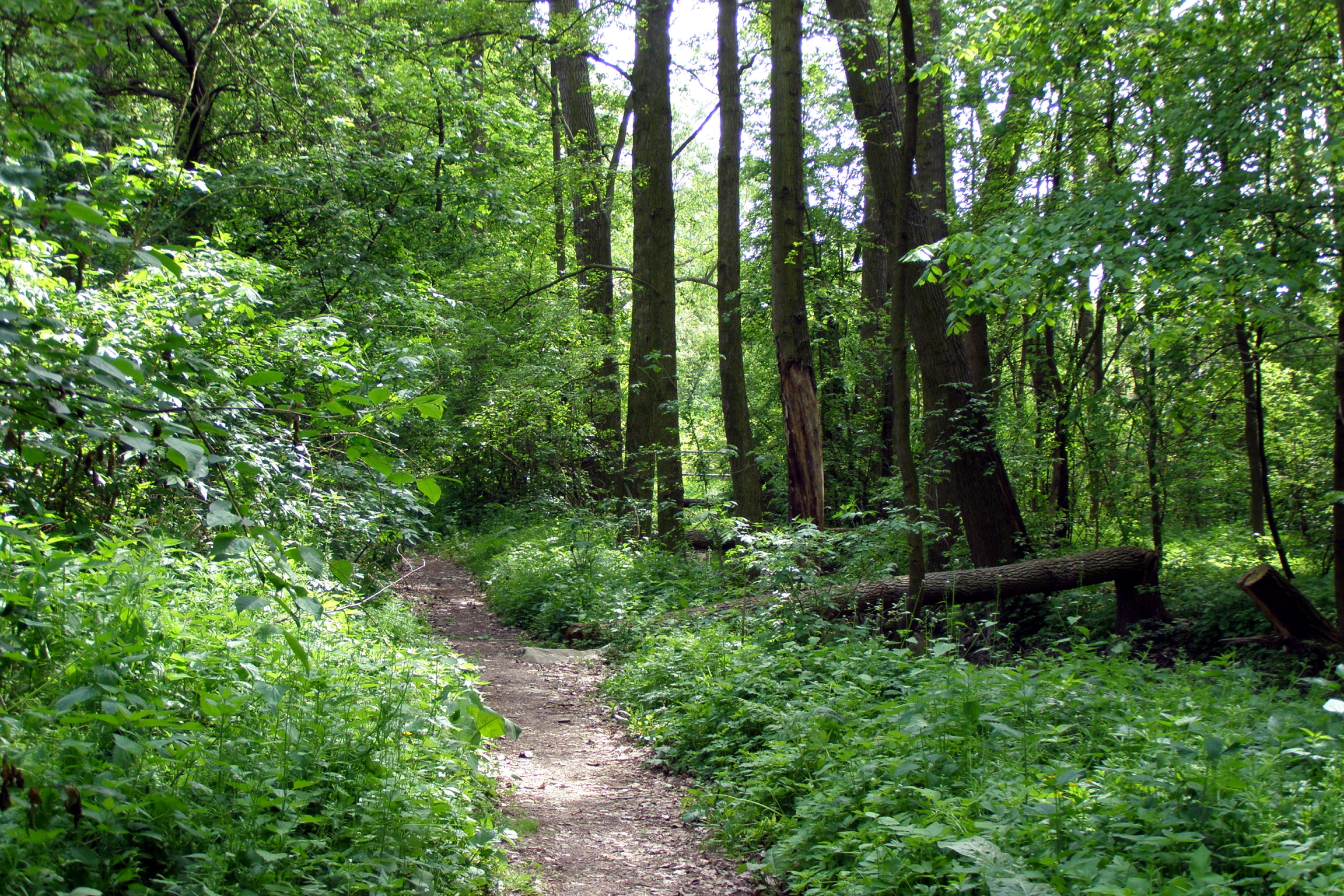
Pod Hradiskem v lokalitě na Bydliskách

Jaroměřice nad Rokytnou se rozkládají v Jaroměřické kotlině. Tu na severu uzavírá výčapský hřbet, součást klučovské hrásti, jíž vede rozvodí mezi řekami Jihlavou a Rokytnou.
Podloží Jaroměřic tvoří žuly a ruly. Převažujícím půdním typem jsou kyselé hnědé půdy. Kvalitnější hnědozemě jsou v údolí Rokytky a v údolí Štěpánovického potoka. Do východní poloviny Jaroměřicka (a Jaroměřic) zasahuje třebíčský masív se svými žulosyenity (durbachity; jde o horniny bohaté na draslík a hořčík, dále rubidium, baryum, chrom a nikl, relativně též na uran a thorium), s žílami aplitů a pegmatitů. V kamenolomu Královec u Příštpa nacházíme nažloutlé středně zrnité horniny bohaté křemenem – biotitické až muskoviticko-biotitické granity. Na Žabíku se nacházejí křemence, tzv. sluňáky.
Řeka Rokytná dělí Jaroměřice nad Rokytnou na dvě části – severní a jižní. V parku státního zámku Jaroměřice nad Rokytnou vytvořili lidé dvě její slepá ramena, dnes patrná jen při vyšším stavu vody. Přímo u Jaroměřic přijímá Rokytná vody potoka Rokytky (jinak též zvaného Jaroměřička) a Štěpánovického potoka. U Jaroměřic se pro vodáky začíná splavný úsek řeky (km 73,2). V roce 2020 budou vylepšena protipovodňová opatření ve městě.
Lokalita Na skalním v katastru města byla zařazena mezi průzkumná území pro vybudování hlubinného úložiště jaderného odpadu. Cílem současné etapy průzkumných prací je vybrat do konce roku 2018 čtyři lokality, kde proběhne podrobnější průzkum horninového masívu.
V Jaroměřicích nad Rokytnou se stýká několik silnic 1. třídy, jsou jimi silnice II/152, II/361, II/401 a II/360. Silnice II/152 spojuje Jaroměřice nad Rokytnou s Hrotovicemi a Moravskými Budějovicemi, silnice II/361 s Jevišovicemi, silnice II/401 s Vladislaví a silnice II/360 s Třebíči. Severně z Jaroměřic vede silnice směrem do Ratibořic a dále do Výčap, jižně vedou silnice do Ohrazenic a Hostimi a také do Blatnice, jihozápadně do Bohušic, západně do Dolních Lažan, Lažínek a Šebkovic, severozápadně do Vacenovic a Dolních Lažan. Přes Jaroměřice nad Rokytnou prochází několik cyklostezek, jsou jimi cyklostezka 26, 481, 5125, přes Jaroměřice prochází také turistická Březinova cesta. Přes území města vede také železniční trať mezi Bohušicemi a Šebkovicemi, zastávka se nachází u vesnice Popovice.
Velká část území města je zemědělsky využívána, na severovýchodním okraji území se nachází lesní porost pod vrcholem Na Skalním, na východním okraji území lesy kolem rybníka Cihelna a pod vrcholem Stříbrná hora. V jižní části území jižně od Ohrazenic se nachází lesy nad údolím řeky Nedveky.
Na severním okraji území pod kopcem Na Skalním pramení nepojmenovaný potok, který se jižněji vlévá do Ostrého potoka, Ostrý potok pramení kousek za východní hranicí v Ostrém rybníce, následně teče na západ a na jeho toku se nachází rybníky Vlčák a Troubský, pak se v nepojmenovaném rybníce vlévá do Štěpánovického potoka. Severně od území města pramení potok Zátoky, ten vtéká do území města přes rybník Brda a následně tvoří severozápadní hranici území a posléze se u hranice vlévá do Štěpánovického potoka. Ten následně teče přes Štěpánovice a následně se v Jaroměřicích nad Rokytnou vlévá do Rokytné. U Horního Újezdu pramení Vacenovický potok, který následně tvoří část severní hranice a protéká přes rybník Vacenovice a vesnici Vacenovice a vlévá se také do Štěpánovického potoka. Ze západu na východ přes Jaroměřice protéká řeka Rokytná, ta protéká i zámeckým parkem jaroměřického zámku. Jižně od města pramení řeky Rokytka, ta se následně na jižním okraji města stéká s řekou Rokytnou. U Blatnice pramení potok Nedvědka ta protéká přes jižní část území a Ohrazenice a na jižním okraji území se vlévá do Nedveky. Nedveka tvoří část jižní hranice území a následně teče jižně od území města. Na východním okraji území pramení Příložanský potok, ten následně teče přes Příložanský rybník a rybník Janák a následně se jihovýchodně od města vlévá do Rokytné. Na nejsevernějším výspě území města pramení nepojmenovaný potok, který protéká přes rybníky Habřina, Výhon a Maleňák a následně se vlévá do Štěpánovického potoka.
Severně od města Jaroměřice nad Rokytnou se nachází část města a vesnice Ratibořice, severozápadně Boňov, východně Příložany a osada Cihelna, jihovýchodně těsně za hranicemi samota Královec, jižně Ohrazenice, na jižním okraji města v údolí Rokytné Hradištný mlýn s bývalým hradištěm Jaroměřice, západně Popovice a severozápadně Vacenovice. 
Na severovýchodě území se nachází vrchol Na Skalním (557 m), na východě území se nachází těsně za hranicemi území Stříbrná hora (531 m).
Na území města se nachází několik památných stromů, nedaleko Ratibořic se nachází Dub u Lipníka, na jihovýchodním okraji města se nachází Aleje Rostislava Krotkého, jižně od Ohrazenic se nachází významný Dub a nad údolím Nespeky se nachází Dub o Ohrazenic. U zámku v Jaroměřicích nad Rokytnou se nachází velký zámecký park.

## Členění asamospráva

Místní části města

Město Jaroměřice nad Rokytnou má sedm místních částí:
- Boňov s 81[18] obyvateli;
- Jaroměřice nad Rokytnou s 3 041[18] obyvateli;
- Ohrazenice s 184[18] obyvateli;
- Popovice se 110[18] obyvateli;
- Příložany s 216[18] obyvateli;
- Ratibořice s 204[18] obyvateli;
- Vacenovice se 73[18] obyvateli.

Dne 24. listopadu 1990 se od Jaroměřic oddělila trojice obcí: Blatnice, Bohušice a Lesůňky. Od 1. ledna 1993 také Příštpo.
Do roku 1849 patřily Jaroměřice nad Rokytnou do jaroměřického panství, od roku 1850 patřily do okresu Znojmo, pak od roku 1896 do okresu Moravské Budějovice a od roku 1960 do okresu Třebíč.

### Politika
Jaroměřické zastupitelstvo města využilo možnosti dané mu obecním zřízením a v místních částech zřídilo osadní výbory. V letech 2006–2010 působil jako starosta Karel Nedvědický, od roku 2010 do roku 2018 tuto funkci zastával Jaroslav Soukup. Funkci starosty zastával od roku 2018 do roku 2022 Karel Müller z ODS, ten byl zvolen jako náhradník a po odstoupení lídra ODS Miroslava Procházky tak získal mandát zastupitele. Lídr odstoupil z důvodu podezření na podezřelé finanční pohyby v městské společnosti Tesma. Jaroslav Soukup se do křesla starosty opět vrátil po volbách v roce 2022.
Dne 16. června 2018 se ve městě konalo místní referendum s tématem hlubinného úložiště jaderného paliva, které by se mohlo nacházet na území města. Proti stavbě úložiště vystoupili zastupitelé města, a sdružení SOS Na Skalním.

#### Volby do Poslanecké sněmovny
|       | 2006                  | 2010                  | 2013                  | 2017                  | 2021                  |
| ----- | --------------------- | --------------------- | --------------------- | --------------------- | --------------------- |
| 1.    | ČSSD (35,25 %)        | ČSSD (25,08 %)        | ČSSD (22,79 %)        | ANO (31,36 %)         | ANO (28,53 %)         |
| 2.    | KSČM (21,62 %)        | KSČM (18,5 %)         | KSČM (22,25 %)        | KSČM (12,58 %)        | SPOLU (23,69 %)       |
| 3.    | ODS (21,34 %)         | ODS (13,16 %)         | ANO 2011 (15,16 %)    | SPD (12,53 %)         | SPD (14,24 %)         |
| účast | 64,90 % (2104 z 3242) | 63,52 % (2091 z 3295) | 61,84 % (2045 z 3310) | 60,09 % (2016 z 3355) | 64,33 % (2101 z 3266) |

#### Volby do krajského zastupitelstva
|      | 1.                | 2.                       | 3.                      | účast                 |
| ---- | ----------------- | ------------------------ | ----------------------- | --------------------- |
| 2000 | 4KOALICE (33,4 %) | KSČM (20,04 %)           | ČSSD (17,16 %)          | 32,21 % (1009 z 3132) |
| 2004 | KDU-ČSL (28,96 %) | KSČM (26,21 %)           | ODS (20,71 %)           | 29,53 % (957 z 3240)  |
| 2008 | ČSSD (39,81 %)    | KSČM (19,51 %)           | KDU-ČSL (15,33 %)       | 42,55 % (1406 z 3304) |
| 2012 | ČSSD (29,73 %)    | KSČM (28,02 %)           | KDU-ČSL (14,05 %)       | 40,42 % (1339 z 3323) |
| 2016 | ČSSD (25,51 %)    | KDU-ČSL (16,54 %)        | ANO 2011 (15,12 %)      | 36,6 % (1218 z 3331)  |
| 2020 | ANO (19,89 %)     | Piráti (14,36 %)         | KDU-ČSL (13,73 %)       | 34,18 % (1129 z 3303) |
| 2024 | ANO (37,83 %)     | ODS+TOP 09+STO (14,04 %) | ČSNS+KSČM+ČSSD (8,85 %) | 35,23 % (1130 z 3222) |

#### Prezidentské volby
V prvním kole prezidentských voleb v roce 2013 první místo obsadil Miloš Zeman (599 hlasů), druhé místo obsadil Jiří Dienstbier (409 hlasů) a třetí místo obsadil Jan Fischer (329 hlasů). Volební účast byla 63,15 %, tj. 2096 ze 3324 oprávněných voličů. V druhém kole prezidentských voleb v roce 2013 první místo obsadil Miloš Zeman (1430 hlasů) a druhé místo obsadil Karel Schwarzenberg (624 hlasů). Volební účast byla 62,38 %, tj. 2064 ze 3309 oprávněných voličů.
V prvním kole prezidentských voleb v roce 2018 první místo obsadil Miloš Zeman (1083 hlasů), druhé místo obsadil Jiří Drahoš (442 hlasů) a třetí místo obsadil Pavel Fischer (247 hlasů). Volební účast byla 64,13 %, tj. 2133 ze 3326 oprávněných voličů. V druhém kole prezidentských voleb v roce 2018 první místo obsadil Miloš Zeman (1450 hlasů) a druhé místo obsadil Jiří Drahoš (820 hlasů). Volební účast byla 68,77 %, tj. 2273 ze 3308 oprávněných voličů.
V prvním kole prezidentských voleb v roce 2023 první místo obsadil Andrej Babiš (956 hlasů), druhé místo obsadil Petr Pavel (528 hlasů) a třetí místo obsadila Danuše Nerudová (244 hlasů). Volební účast byla 68,31 %, tj. 2201 ze 3225 oprávněných voličů. V druhém kole prezidentských voleb v roce 2023 první místo obsadil Andrej Babiš (1244 hlasů) a druhé místo obsadil Petr Pavel (1042 hlasů). Volební účast byla 71,40 %, tj. 2292 ze 3210 oprávněných voličů.

## Obyvatelstvo

### Demografie
Podle sčítání lidu v roce 2001 žilo v Jaroměřicích 4106 obyvatel. Jak dokládá tabulka, počet obyvatel Jaroměřic nepostihují žádné velké výkyvy.
| Rok            | 1869  | 1880  | 1890  | 1900  | 1910  | 1921  | 1930  | 1950  | 1961  | 1970  | 1980  | 1991  | 2001  | 2011  | 2021  |
| -------------- | ----- | ----- | ----- | ----- | ----- | ----- | ----- | ----- | ----- | ----- | ----- | ----- | ----- | ----- | ----- |
| Počet obyvatel | 3 891 | 4 017 | 4 154 | 4 568 | 4 801 | 4 857 | 4 785 | 4 123 | 4 340 | 4 136 | 4 064 | 3 982 | 4 106 | 4 106 | 3 909 |
| Počet domů     | 659   | 688   | 723   | 779   | 849   | 893   | 980   | 1 091 | 1 062 | 1 071 | 1 101 | 1 287 | 1 331 | 1 331 | 1 427 |

Zatímco počet obyvatel ostatních místních částí Jaroměřic klesá nebo stagnuje, počet obyvatel místní části Jaroměřice nad Rokytnou se v posledních dvaceti letech mírně zvyšuje.
| Rok            | 1869  | 1880  | 1890  | 1900  | 1910  | 1921  | 1930  | 1950  | 1961  | 1970  | 1980  | 1991  | 2001  |
| -------------- | ----- | ----- | ----- | ----- | ----- | ----- | ----- | ----- | ----- | ----- | ----- | ----- | ----- |
| Počet obyvatel | 2 277 | 2 331 | 2 437 | 2 781 | 3 047 | 2 981 | 2 988 | 2 668 | 2 906 | 2 834 | 2 889 | 2 965 | 3 129 |

### Náboženství
Podle sčítání lidu 2001 převažovali lidé věřící (1870) nad lidmi bez vyznání (1469). Z věřících se nejvíce lidí hlásí k římskokatolické církvi (1775); ti společně se souvěrci z přifařených okolních obcí vytváří Římskokatolickou farnost Jaroměřice nad Rokytnou.
Církev československá husitská byla zastoupena 10 věřícími, Českobratrská církev evangelická 24 věřícími. Náboženská společnost Svědků Jehovových pak 15 lidmi.

## Pamětihodnosti
- zámek Jaroměřice nad Rokytnou
- kaple svatého Josefa
- barokní přestavba špitálu a kaple svaté Kateřiny
- kostel sv. Markéty
- sýpky bývalé Ústřední vojenské zásobárny
- někdejší klášter servitů
- zbytky ambitu komplexu jaroměřické loretánské kaple
- sloup Nejsvětější Trojice
- Hotel Opera
- Symbolický hrob Plichtových na hřbitově[40]

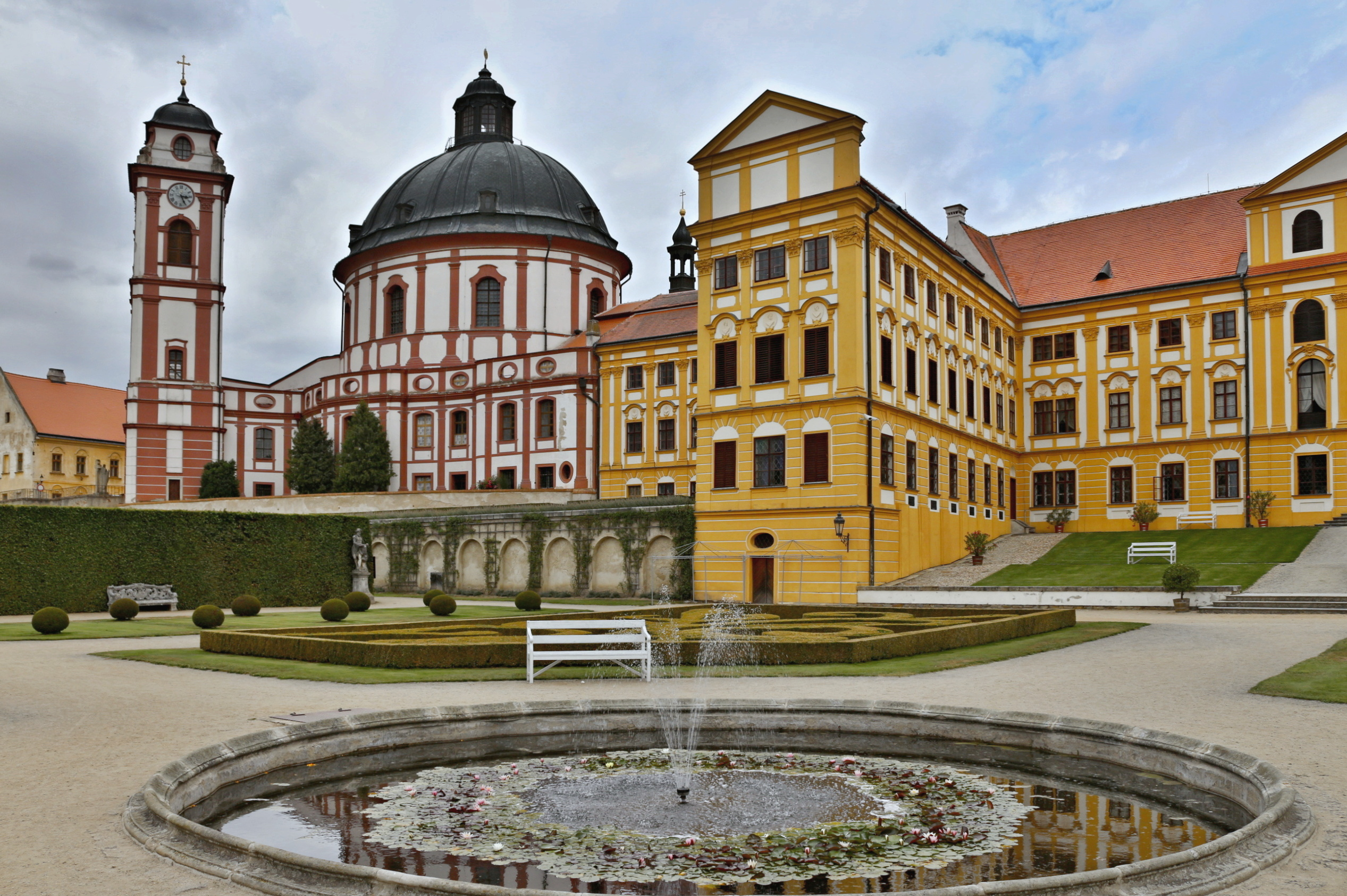
Zámek Jaroměřice nad Rokytnou
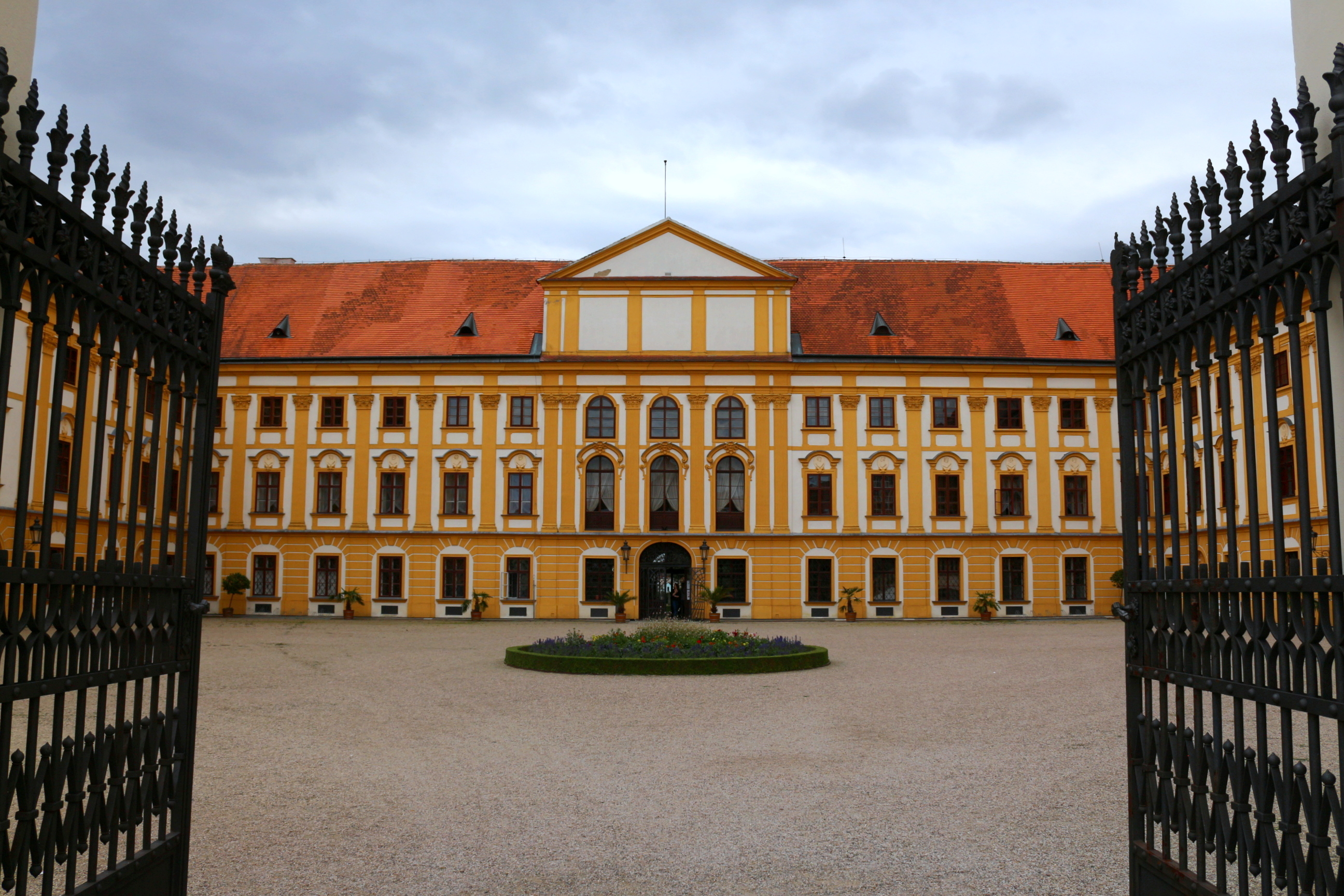
Nádvoří jaroměřického zámku
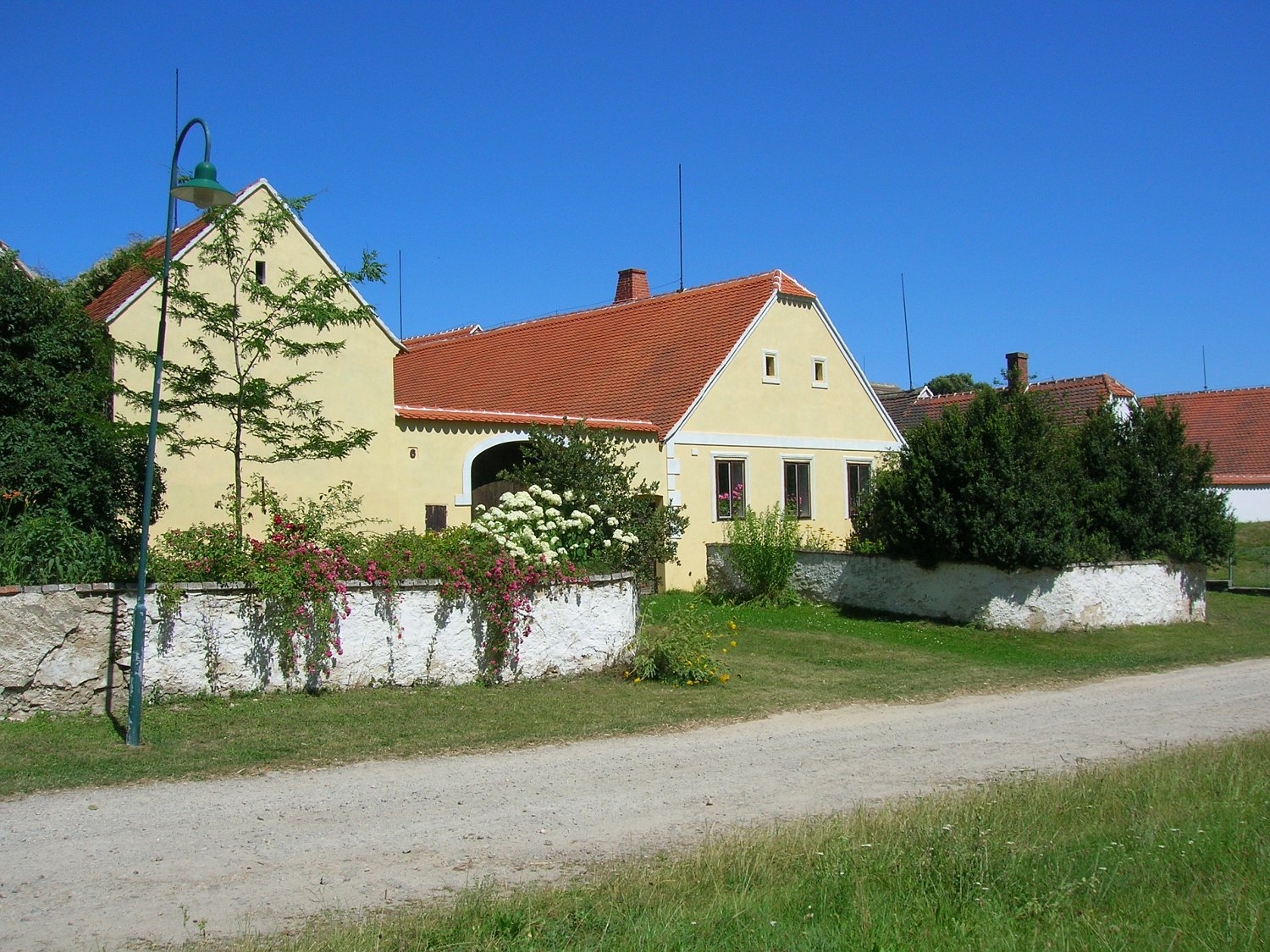
Vesnická památková zóna Boňov
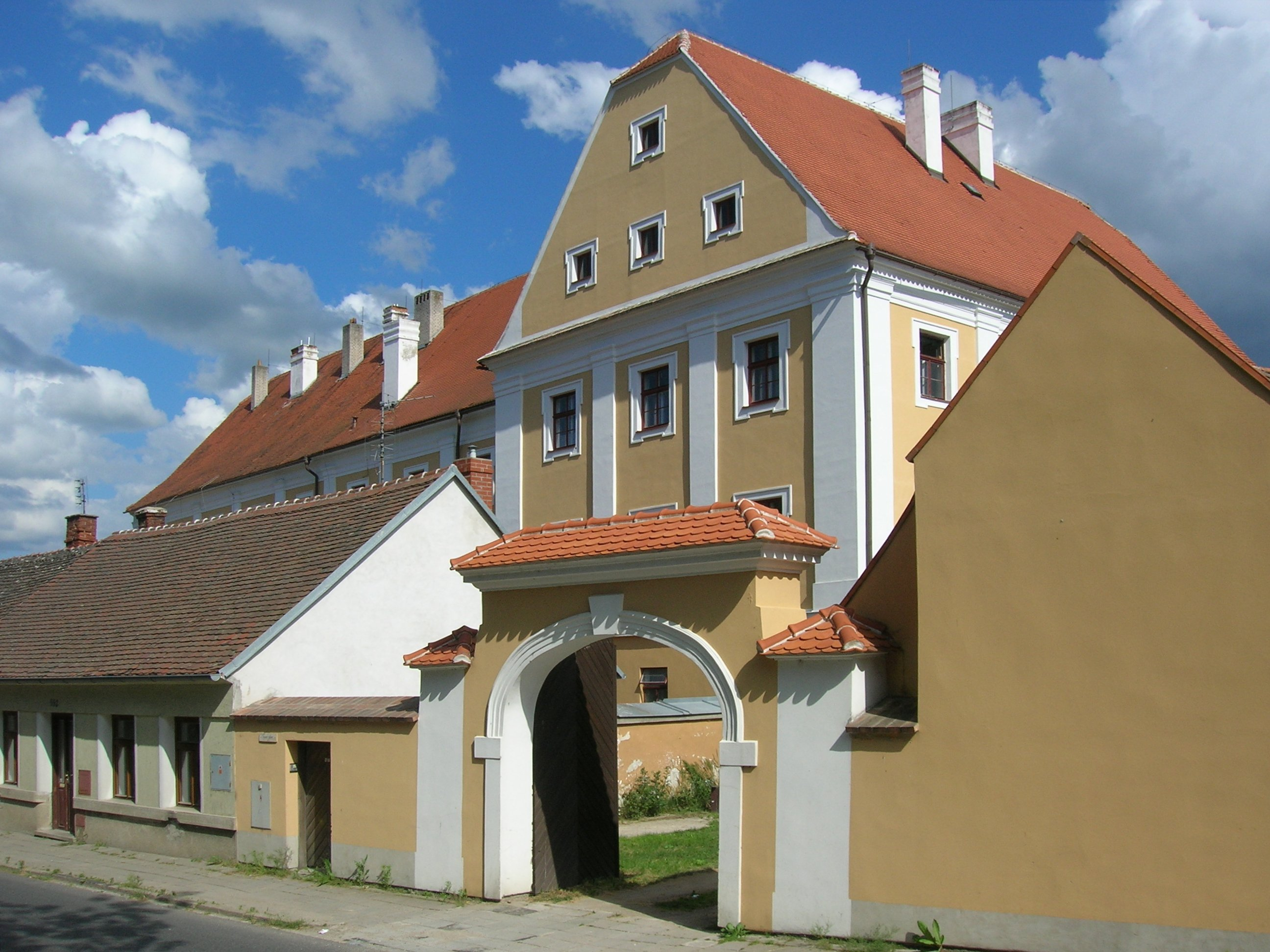
Klášter servitů
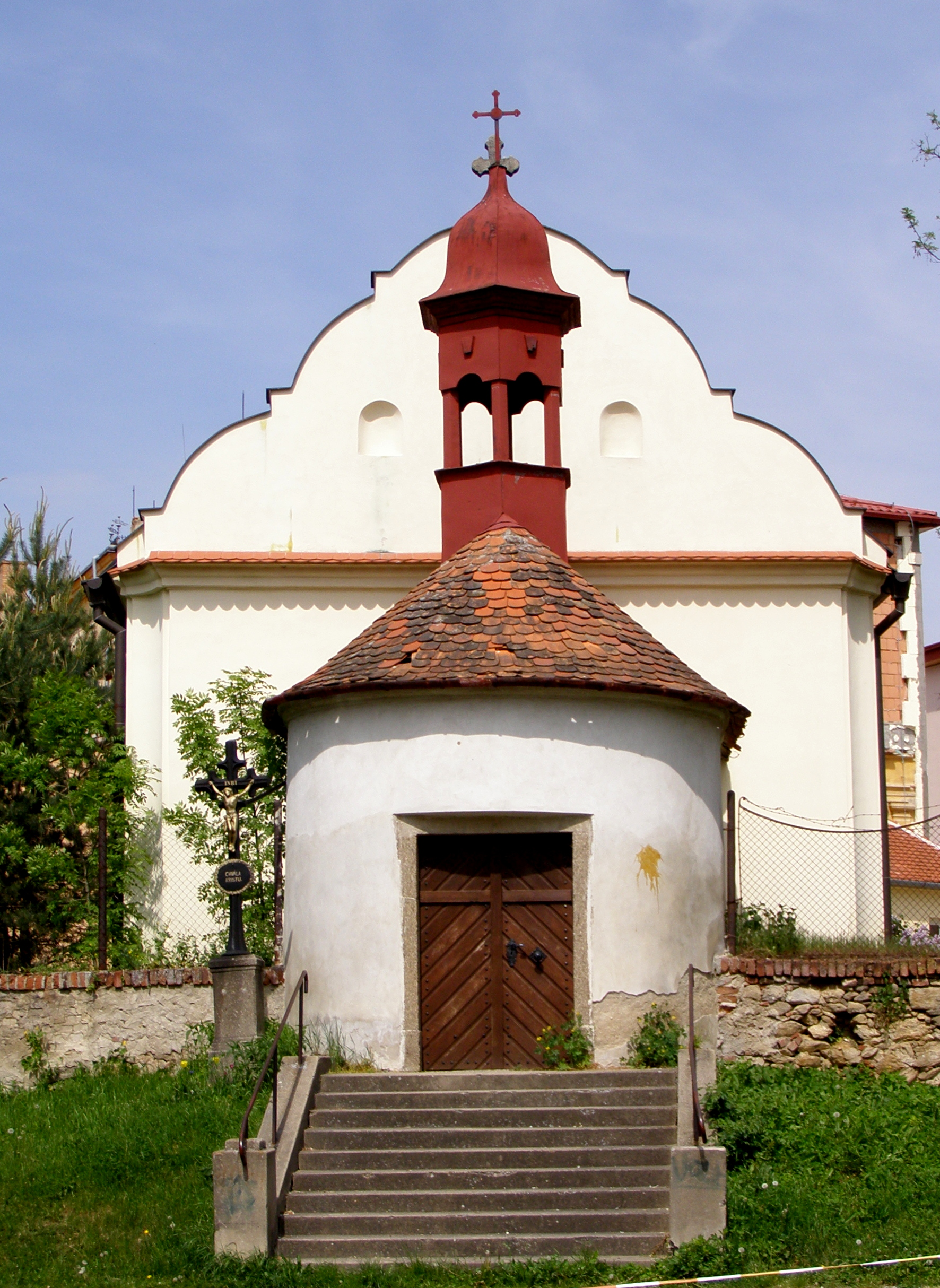
Kaple sv. Josefa
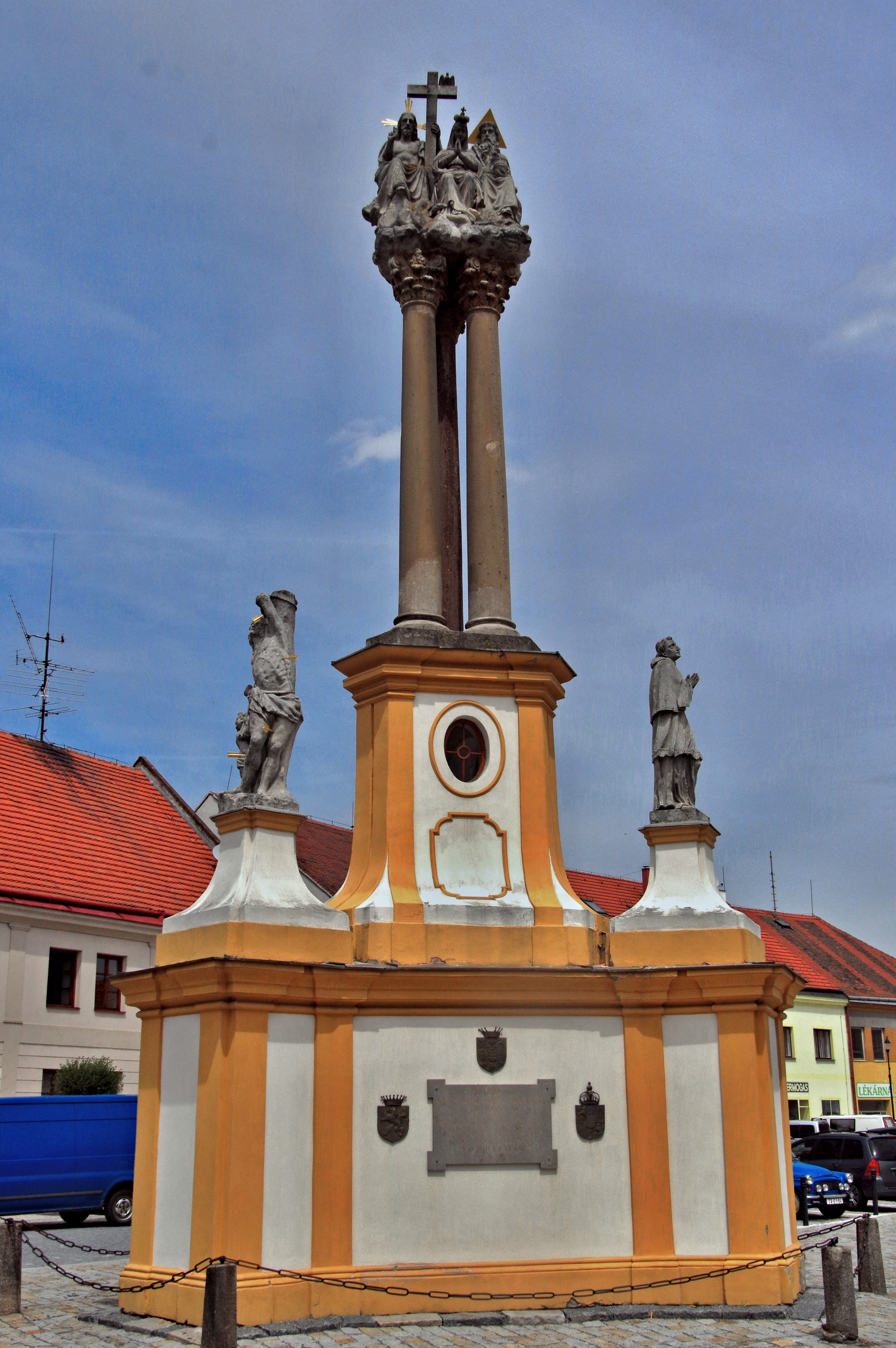
sloup Nejsvětější Trojice

## Doprava

### Silnice
V Jaroměřicích nad Rokytnou existuje autobusové nádraží, v roce 2017 je naplánována komplexní rekonstrukce nádraží, která má stát město celkem 28 milionů Kč. Mají se rekonstruovat prostory nádraží jako je čekárna či ostrůvky u jednotlivých stanovišť a má být instalován systém návěstní desky. V únoru 2019 byla uvedena petice občanů, kteří požadují, aby nebyl zastaven projekt přípravy obchvatu města. Radní uvedli, že projekt pokračuje a je akcí kraje Vysočina. Do listopadu roku 2019 se připravuje posouzení vlivu EIA. Připravuje se také výkup pozemků od soukromých vlastníků. Cena obchvatu by měla dosáhnout asi půl miliardy Kč. V únoru roku 2020 proběhne veřejné projednání stavby obchvatu, návštěvníci budou informováni o výsledku studie EIA. Bývalé a současné vedení města se hádá o podobu obchvatu, zda bude prosazena tzv. západní nebo tzv. východní trasa.
Jaroměřicemi procházejí tyto silnice:
- II/152 od Myslibořic do Moravských Budějovic,
- II/360 od Třebíče a Výčap
- II/361 z Jaroměřic na Příštpo a Jevišovice,
- III/15228 na Bohušice,
- III/36078 na Popovice,
- III/4014 na Ratibořice,
- III/15231 na Ohrazenice.

### Železnice
Jaroměřice jsou ve své části Popovicích napojeny na železniční trať č. 241 Okříšky–Znojmo; jsou rychlíkovou stanicí.
Ještě v 80. letech bylo v provozu autobusové spojení z Náměstí Míru a Tyršovy ulice (od sokolovny) na nádraží a zpět, a to ke každému vlaku.

### Naučná stezka Otokara Březiny
Ve městě končí naučná stezka Otokara Březiny, která vychází z Počátek a věnuje se životu a dílu Otokara Březiny.

## Osobnosti
- Ferdinand Bilek (1868–?), hudební skladatel a kapelník
- Elvíra Bavorská (1868–1943), obyvatelka zámku v Jaroměřicích nad Rokytnou
- Karel Bednář (1910–1970), historik a geograf
- Antonín Brychta (1893–1942), legionář a odbojář
- Otokar Březina (1868–1929), básník a spisovatel
- Josef Cigánek (1904–1987), pedagog
- Míla Cink (1909–?), pedagog a textař
- Josef Černoch (1873–1953), prozaik, dramatik, publicista, učitel na škole v Jaroměřicích nad Rokytnou
- Antonín Ferdinand Dubravius († 1756), kněz, kazatel a autor libret
- Karel Sokol Elgart (1874–1929), pedagog, učil v Jaroměřicích nad Rokytnou
- Jiří Fiala (* 1948), stomatolog
- Otakar Fiala (1889–1977), literární historik
- Pavel Fink (1891–1965), novinář a spisovatel, žil v Jaroměřicích nad Rokytnou
- Peregrino Gravani (1732–1815), skladatel a varhaník
- Jaroslav Hájek (1923–1995), pilot a voják
- Adolf Heinige (1919–?), farmakolog a farmaceut
- Tomáš Holcner, farář kostela sv. Markéty, čestný občan od roku 2024[45]
- Ferdinand Höfer (1915–2009), katolický aktivista, archivář, knihkupec, předseda Společnosti Otokara Březiny a čestný občan Jaroměřic nad Rokytnou
- Jaromír Jemnický († 1138), dle pověsti zakladatel Jaroměřic nad Rokytnou
- František Hrůza (1923–2017), kněz, působil mimo jiné i v Měříně (1959–2009), kaplan jeho Svatosti
- Lída Hynková (1908–1988), malířka
- Jan Kalášek (1903–1996), geolog
- Zdeněk Kampf (1920–1987), herec
- Josef Kapinus (1900–1968), pedagog, spisovatel, sochař a malíř
- Jiří Karbaš (* 1947), teoretik umění
- Jan Kratochvíl (1928–2017), básník
- Jaroslav Krčál (1901–1975), kronikář, pedagog, spisovatel
- Jaroslav Krula (1905–1980), sochař
- Pavel Lambert Mašek (1761–1826), hudebník a skladatel, působil jako učitel v Jaroměřicích nad Rokytnou
- František Adam Míča (1746–1811), hudební skladatel
- František Antonín Míča (1696–1744), hudební skladatel, narozen v Náměšti nad Oslavou, působil u hraběte J. A. z Questenberka na jaroměřickém zámku
- Jakub Míča (1683–1741), varhaník
- Mikuláš Míča (1659–1729), varhaník
- Josef Mitscha von Märheim (1828–1907), právník a politik
- Veronika Náglová (1722–1754), choreografka a tanečnice
- Vladimír Nechvátal (* 1952), biomedicínský inženýr
- František Netouschek (1861–1922), spisovatel, básník a sběratel lidové slovesnosti
- Emanuel Nožička (* 1946), spisovatel a průvodce
- Bořivoj Petrák (1926–2014), sociolog
- Jana Petrová (* 1959), památkářka
- František Pfaff (1875–1960), veterinář
- Jiřina Picková (1912–1943), česká středoškolská pedagožka židovského původu
- Jan Poláček (1896–1968), sběratel hanáckých písní, právník
- Gerhard z Questenberka (1580–1646), mecenáš, majitel jaroměřického panství
- Jan Adam z Questenberka (1678–1752), mecenáš barokního umění, majitel jaroměřického panství
- Václav Apolinarius Růžička (1757–1823), varhaník a hudební skladatel
- František Sedlák (1916–2002), hudební pedagog
- Otakar Skála (1889–1977), literární historik
- Arnošt Stritzko (1904–1994), divadelní režisér
- Otto Maria Stritzko (1908–1986), malíř, grafik a restaurátor
- Othmar Faust-Swerak (1876–1914), malíř a keramik
- Jan Nepomuk Ševčík (1888–?), náboženský spisovatel
- Stanislav Vejtasa (1885–1955), archivář
- Petr Vít (* 1944), muzikolog, producent a redaktor
- Josef Zapletal (1887–1943), ovocnář
- Karel Zlatuška (1983–1954), lesník
- Otokar Žák (1932–1986), hudební publicista
- Jakub Ignác Želivský, libretista